# Hatun Usnu
Hatun Usnu (Quechua hatun grande, altar usnu; uma plataforma especial para celebrações importantes, "grande usnu ", também conhecido como Qatun Ushno de Toccto) é um sítio arqueológico no Peru em uma montanha de mesmo nome (Jatunhosno). Está localizado na região de Ayacucho, província de Huamanga, distrito de Chiara.